# گمینا پروخوویتسه
گمینا پروخوویتسه (به لهستانی:  Gmina Prochowice) یک گمینا در لهستان است که در شهرستان لگنگتسا واقع شده‌است. گمینا پروخوویتسه ۱۰۲٫۶۲ کیلومتر مربع مساحت و ۷٬۵۳۵ نفر جمعیت دارد.